# Trachystohamus subelongatus
Trachystohamus subelongatus är en skalbaggsart som beskrevs av Maurice Pic 1936. Trachystohamus subelongatus ingår i släktet Trachystohamus och familjen långhorningar. Inga underarter finns listade i Catalogue of Life.